# هکسوسکین
هکسوسکین (به انگلیسی: Hexoskin) پیراهن هوشمند می باشد که نوار قلب، ریتم طبیعی قلب، تنوع ضربان قلب، تعداد تنفس، حجم تنفس، چرخه استراحت یا فعالیت و دیگر فعالیت های قابل اندازه گیری همچون تعداد قدم و آهنگ راه رفتن را نمایش می دهد. هکسوسکین این اجازه را به فرد می دهد که علایم حیاتی خود را در هر لحظه از طریق نمایش بر روی تلفن ها و تبلت ها به وسیله بلوتوث مشاهده کند. 
این پیراهن دارای سنسورهای فیزیولوژیکی در مواد پارچه های هوشمند خود می باشد.